# ای‌وی-کمپرتیوس
ای‌وی-کمپرتیوس (انگلیسی: AV-Comparatives) یک سازمان مستقل اتریشی است که نرم‌افزارهای ضدویروس و امنیتی را آزمایش و ارزیابی می‌کند و به‌طور منظم نمودارها و گزارش‌هایی را منتشر می‌کند که این گزارش‌ها به صورت رایگان در دسترس عموم و رسانه‌ها قرار می‌گیریند. توسعه‌دهندگان ضدویروس برای شرکت در تست‌ها باید الزامات مختلفی را در رابطه با قابلیت اطمینان‌پذیری و پایداری نرم‌افزار رعایت کنند.
ای‌وی-کمپرتیوس نتایج مربوط را بر اساس عملکرد جامع نرم‌افزار ضدویروس بر اساس معیارهای آزمایشی متعدد صادر می‌کند. این موسسه توسط دانشگاه اینسبروک، سایر نهادهای دانشگاهی از سراسر جهان و همچنین توسط دولت اتریش و دولت منطقه‌ای تیرول پشتیبانی می‌شود.